# Onze-Lieve-Vrouwekerk (Kopenhagen)
De Onze-Lieve-Vrouwekerk (Deens: Vor Frue Kirke) is een neoclassicistisch kerkgebouw in de Deense hoofdstad Kopenhagen. De kerk is de zetelkerk van de bisschop van Kopenhagen en wordt daarom ook de Dom van Kopenhagen genoemd. Sinds de middeleeuwen hebben er op dezelfde plaats meerdere kerken gestaan, die steeds weer werden verwoest. Het huidige kerkgebouw werd voltooid in 1829 en is een ontwerp van de invloedrijke Deense architect Christian Frederik Hansen. De kerk is tevens parochiekerk voor de parochie Vor Frue.

## Voorgeschiedenis
Al in de tijd van bisschop Absalon heeft er op de plaats een kleine kerk gestaan. Omdat Kopenhagen in aanzien groeide moest er een groter kerkgebouw worden gebouwd. Hiermee werd in de jaren 1180 begonnen. De van kalksteen opgetrokken kerk op het destijds hoogst geleden deel van het stadsgebied werd in 1209 door de opvolger van Absalon, bisschop Peder Suneses, aan de heilige Maagd Maria gewijd. De plechtigheid vond waarschijnlijk plaats op het feest van Maria Verkondiging; deze dag wordt nog altijd als de verjaardag van de kerk gevierd. De tweede kerk werd in 1314 zo zwaar door brand getroffen, dat nieuwbouw noodzakelijk was. Bij de wederopbouw koos men voor het duurzamere bouwmateriaal baksteen.
In 1363 vond in de kerk het huwelijk van Margaretha I met de Noorse koning Haakon VI plaats. In de daarop volgende eeuwen diende de Onze-Lieve-Vrouwekerk als kroningskerk van de Deens-Noorse monarchen (1449, 1536, 1559, 1596, 1648).
De kerk genoot in het bisdom Roskilde een status die amper onderdeed voor de kathedraal van Roskilde. Een groot aantal geestelijken werkte in de kerk en het aangesloten seminarie huisvestte de in 1479 opgerichte universiteit voordat deze eigen gebouwen kreeg toegewezen.

## De Reformatie

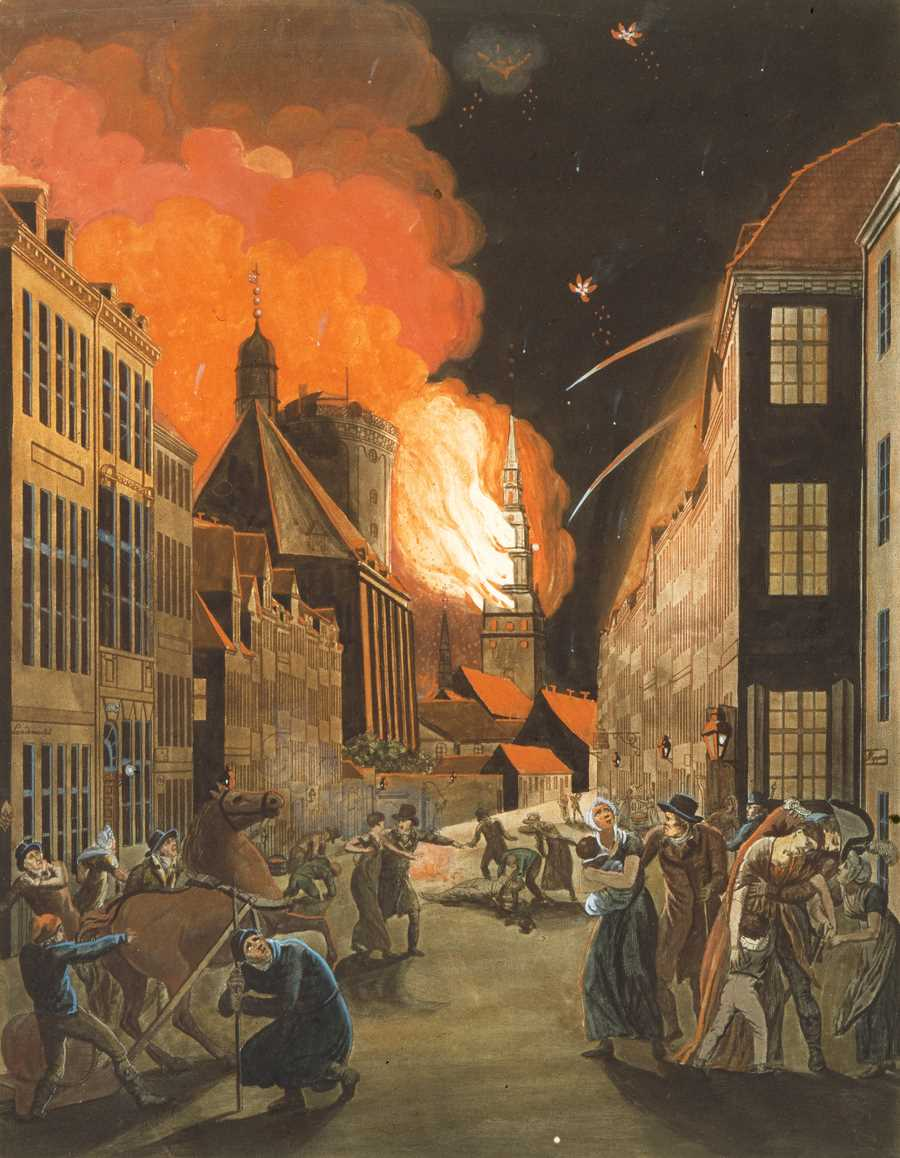
De brand van de kerk na het bombardement in 1807

Met kerstmis 1530 bestormden verontwaardigde burgers het kerkgebouw, dat werd beschouwd als een bastion van het katholicisme te midden van het oprukkende protestantisme. Hierbij werd een groot deel van de inventaris vernield. Enkele jaren later werd de kerk in een luthers kerkgebouw getransformeerd. De ceremonie werd geleid door de hervormer Johannes Bugenhagen, een metgezel van Maarten Luther. Het was ook Bugenhagen die drie jaar later twee nieuwe bisschoppen in de kerk wijdde. Na geschillen over de liturgie werd in 1568 vastgelegd dat de gevierde liturgie in de domkerk als het voorbeeld voor alle erediensten in de jonge protestantse kerk van Denemarken zou gelden.
Tijdens de grote brand van 1728 werd de kerk, evenals vele andere monumentale gebouwen waaronder vijf kerken, door het vuur verwoest. Binnen tien jaar werd de kerk herbouwd, maar een lang leven was de kerk niet beschoren. In de napoleontische oorlogen bestookten de Britten Kopenhagen. De hoge spits van de Onze-Lieve-Vrouwekerk werd door hen bij de beschietingen als oriëntatiepunt gebruikt en in de nacht van 5 september 1807 raakte een voltreffer de spits. Het instortten van de brandende spits op het kerkschip zette het hele gebouw in vuur en vlam.

## De huidige kerk

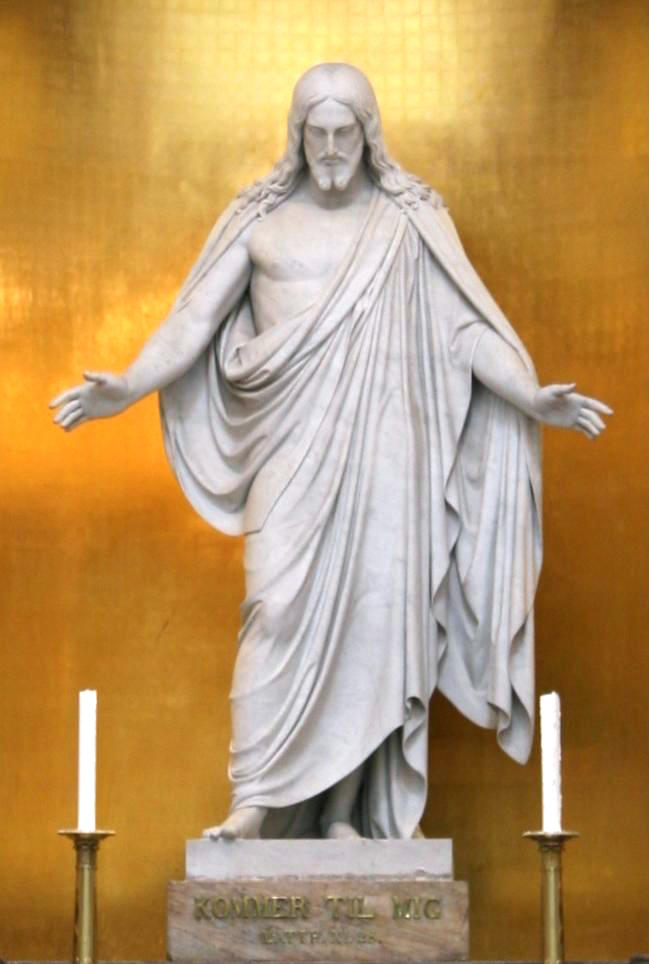
Beeld van de Zegenende Christus

Na de Deense nederlaag was het land bankroet. Voor de herbouw van kerken was weinig geld en bovendien een tekort aan bouwmateriaal. Verschillende plannen leidden echter tot het besluit om voor het ontwerp van de nationale kerk van Denemarken de meest prestigieuze architect van het land, Christian Frederik Hansen, aan te trekken. Het idee om de kerk te reconstrueren in de traditionele vormen werd verlaten en in plaats daarvan paste Hansen een stijl toe die hij al eerder had toegepast bij andere opmerkelijke Kopenhaagse gebouwen: het neoclassicisme. Belangrijke muurdelen van de oude kerk werden in het nieuwe gebouw geïntegreerd. Voor de decoratie van de kerk werd de internationaal bekende Bertel Thorvaldsen aangetrokken. De Onze-Lieve-Vrouwekerk werd de eerste kerk die na de verwoestingen van de oorlog werd herbouwd. In 1817 legde koning Frederik VI de eerste steen en met Pinksteren 1829 was het gebouw goeddeels voltooid.
Net als voor de Deense staat volgde ook voor het kerkelijke leven ter plaatse een rijke periode. Hier preekte bisschop Jacob Peter Mynster en speelden bekende Deense componisten als Christoph Ernst Friedrich Weyse en Emil Hartmann op het orgel. In de kerk werden de rouwplechtigheden van beroemde Denen gevierd, onder wie Bertel Thorvaldsen (1844), Hans Christian Andersen (1875) en Søren Kierkegaard (1855). De laatstgenoemde woonde ook tijdens zijn leven de kerkdiensten in de Onze-Lieve-Vrouwekerk veelvuldig bij.
Bij de opdeling van het bisdom Seeland in 1924 kreeg de kerk haar status als de kathedraal van Kopenhagen terug.
In de jaren 1977-1978 werd de kerk gerenoveerd en werd het in de loop der tijd veelvuldig verbouwde orgel in de oorspronkelijke staat teruggebracht. In 1995 kreeg de kerk een nieuw hoofdorgel en in 2002 een koororgel. De kathedraal is bovendien de kerk voor bijzondere plechtigheden. Daaronder bevinden zich ook kerkelijke plechtigheden van het koningshuis. Op 14 mei 2004 trouwden in de kerk kroonprins Frederik en Mary Elizabeth Donaldson. Maar voor alles is de kerk toch vooral een gewoon godshuis waar erediensten plaatsvinden. Dagelijks wordt vanuit de Onze-Lieve-Vrouwekerk op Danmarks Radio een ochtenddienst uitgezonden.

## Beschrijving
Het kerkgebouw wordt beschouwd als een uitstekend voorbeeld van het Deense classicisme. Karakteristiek zijn de imposante zuilen en de strenge eenvoud van het 83 meter lange en 33 meter brede gebouw. De toren reikt tot een hoogte van 60 meter en draagt een vlak piramidedak. De grote stormklok weegt 4.000 kilo en is daarmee de grootste klok van het land. De kleinste van de vier klokken in de toren is ook de oudste van de kerk; ze dateert uit 1490.
Links en rechts van de hoofdingang bevinden zich de beelden van Mozes en David. Boven het portaal bevinden zich het eerste voorbeelden van Bertel Thorvaldsen's werk voor de kerk: Johannes preekt in de woestijn in het timpaan en de Intocht van Christus in Jeruzalem boven de deuren. In het 60 meter lange kerkschip staan langs de muren van het middenschip de meer dan levensgrote marmeren beelden van de twaalf apostelen. Ze leiden naar de apsis, waar zich het grote beeld van de Zegenende Christus tegen een gouden achtergrond bevindt. In de 19e eeuw werd het beeld van de Zegenende Christus, destijds een iconografische noviteit en later een van de meest gekopieerde beelden in Europa. De beelden betreffen allemaal kunstwerken van Bertel Thorvaldsen, net als het reliëf in de boog boven het altaar (Christus tocht naar Golgotha). Een persoonlijk geschenk van Thorvaldsen aan de kerk is het doopvont: een engel van Italiaans marmer die de doopschaal draagt. In de zijschepen, die worden overspannen door galerijen, bevinden zich portretten van geestelijken die in de kerk hebben gewerkt.

## Afbeeldingen

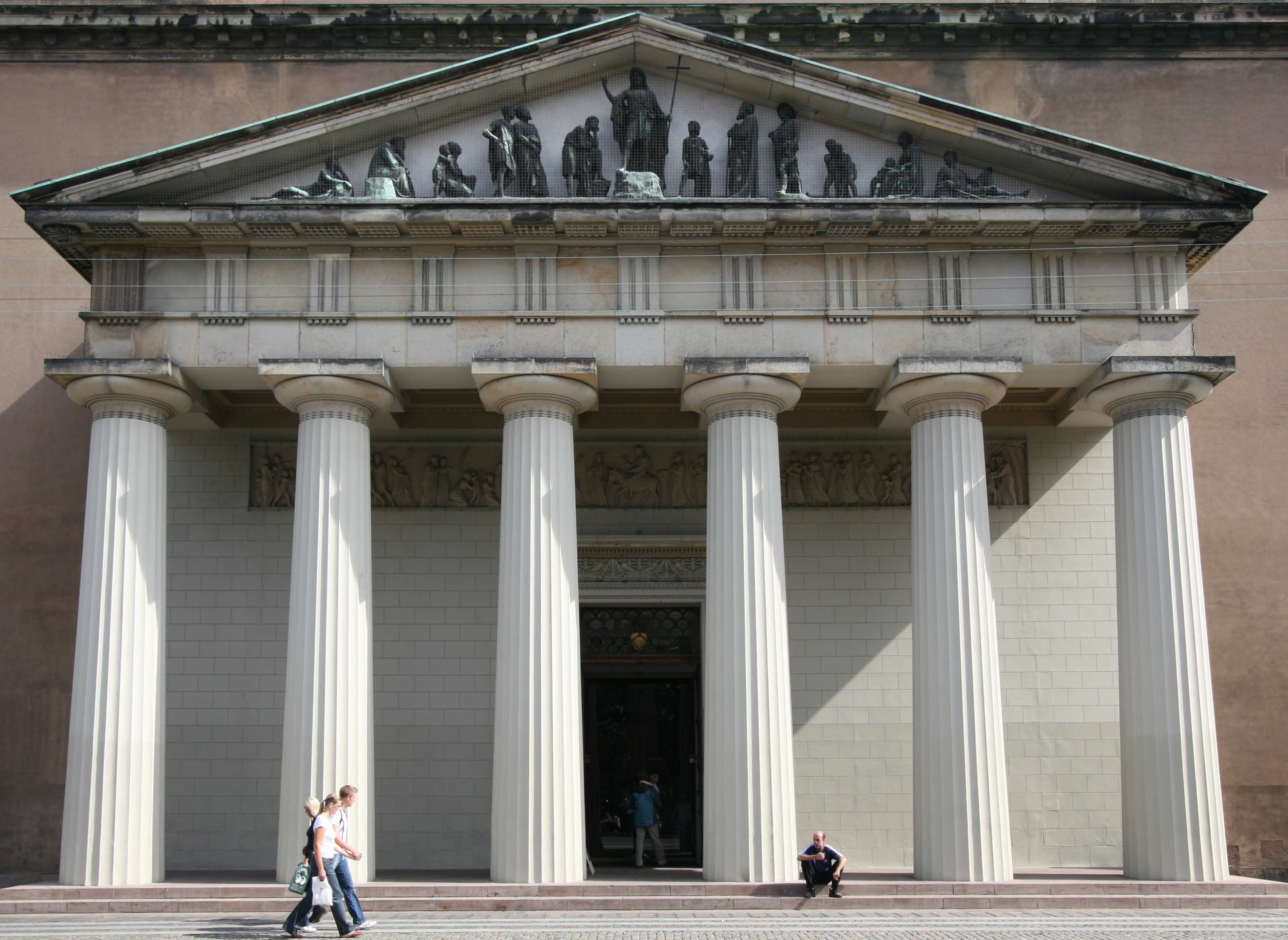
Portico
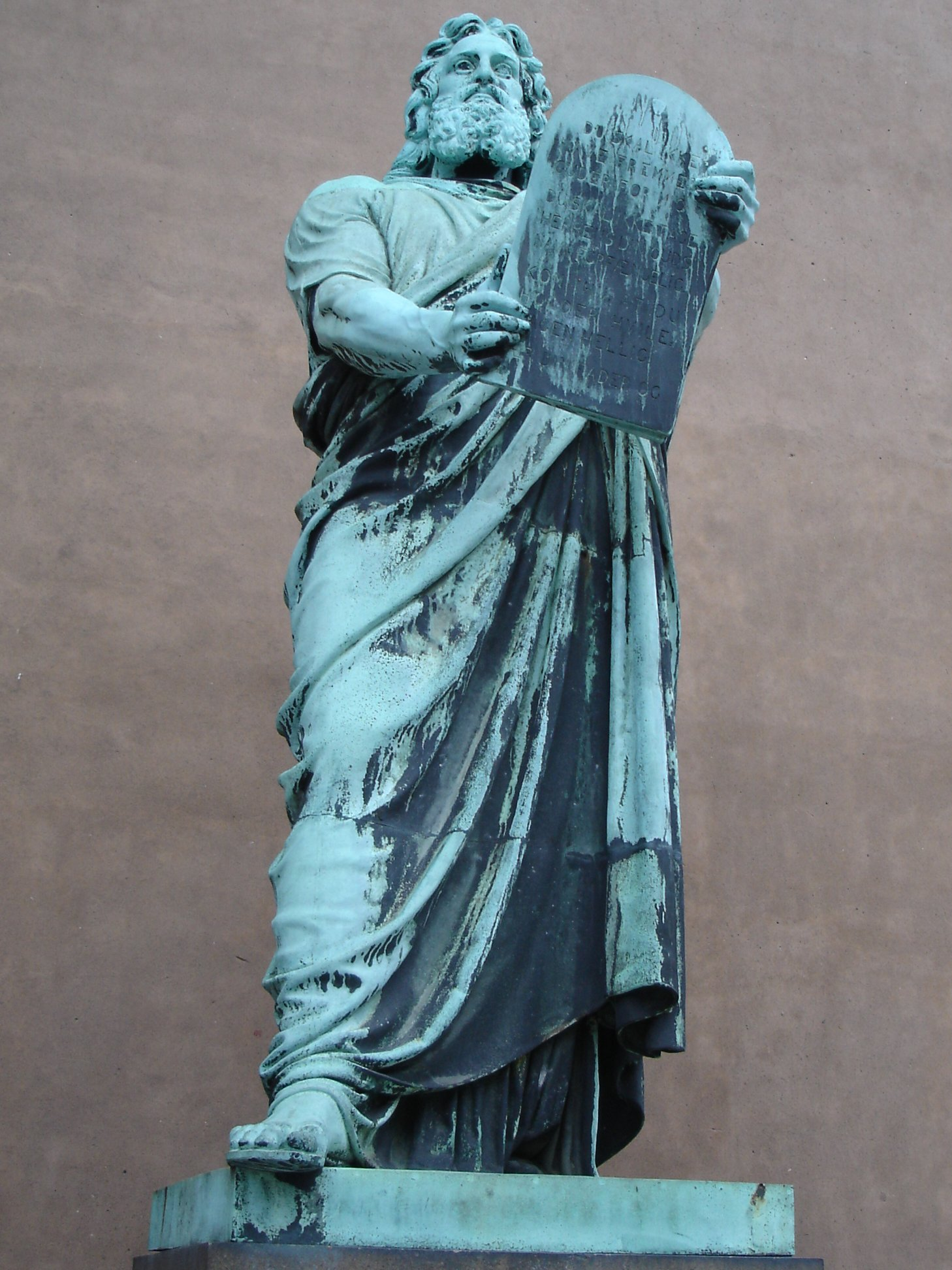
Beeld Mozes
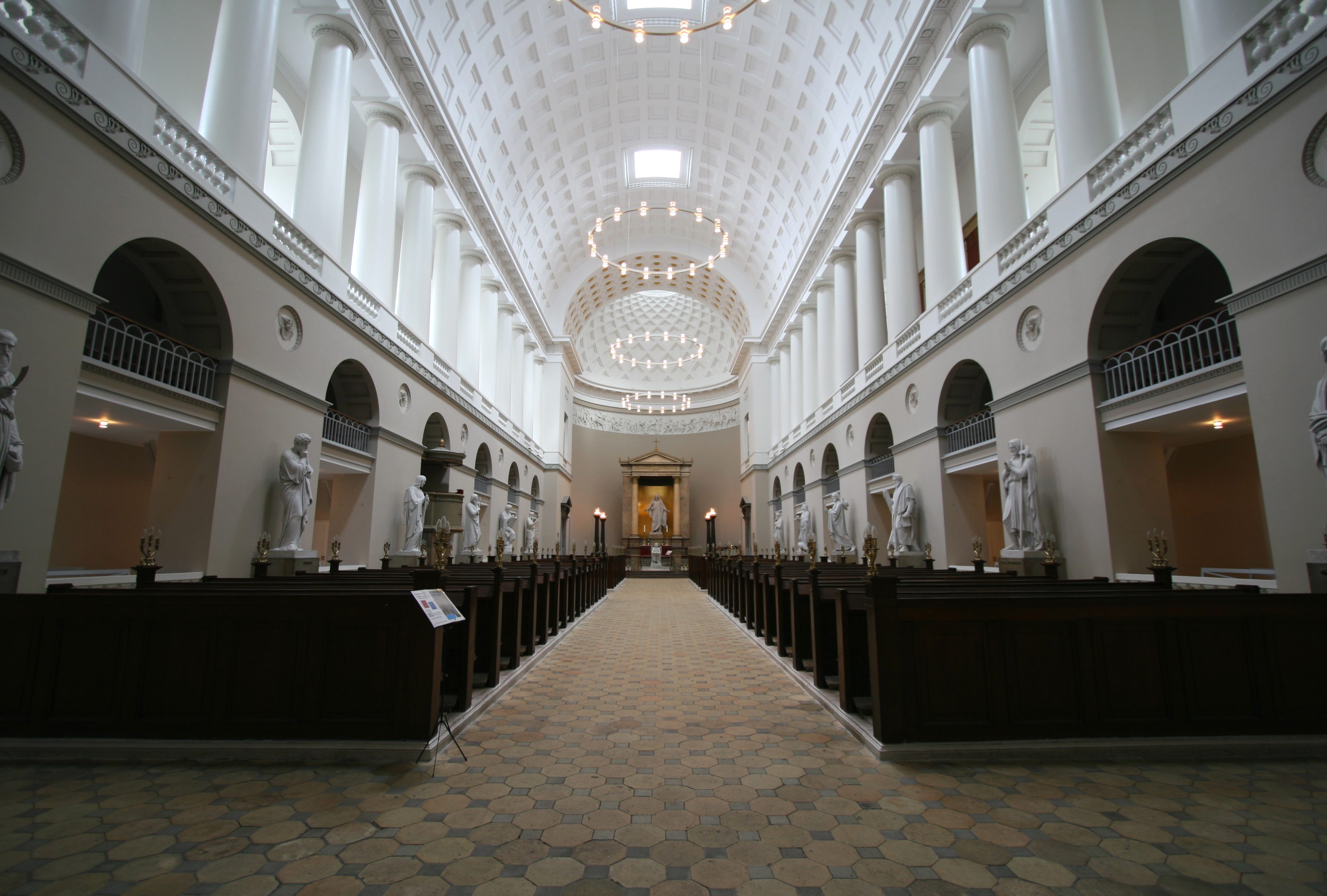
Interieur
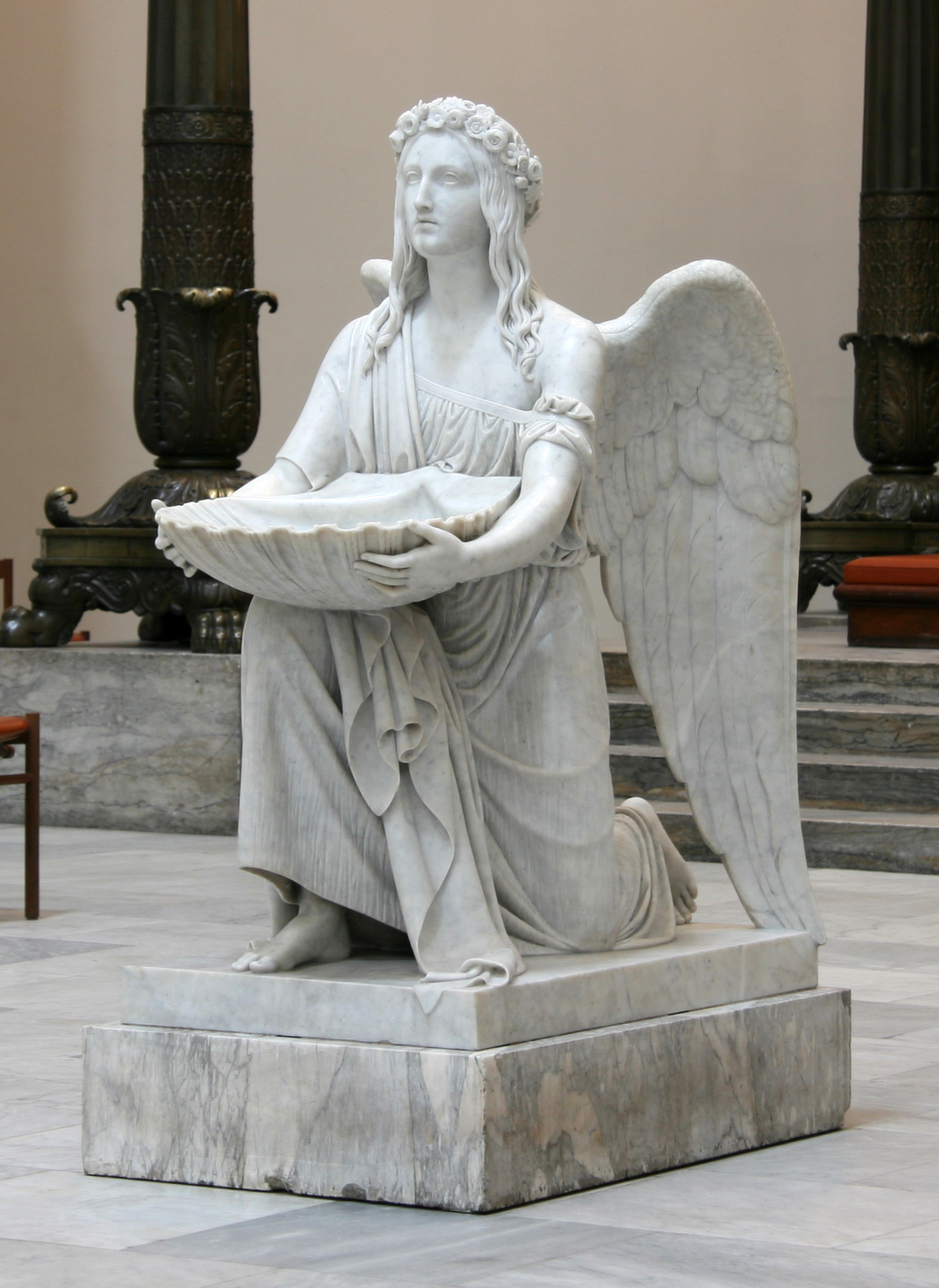
Doopvont
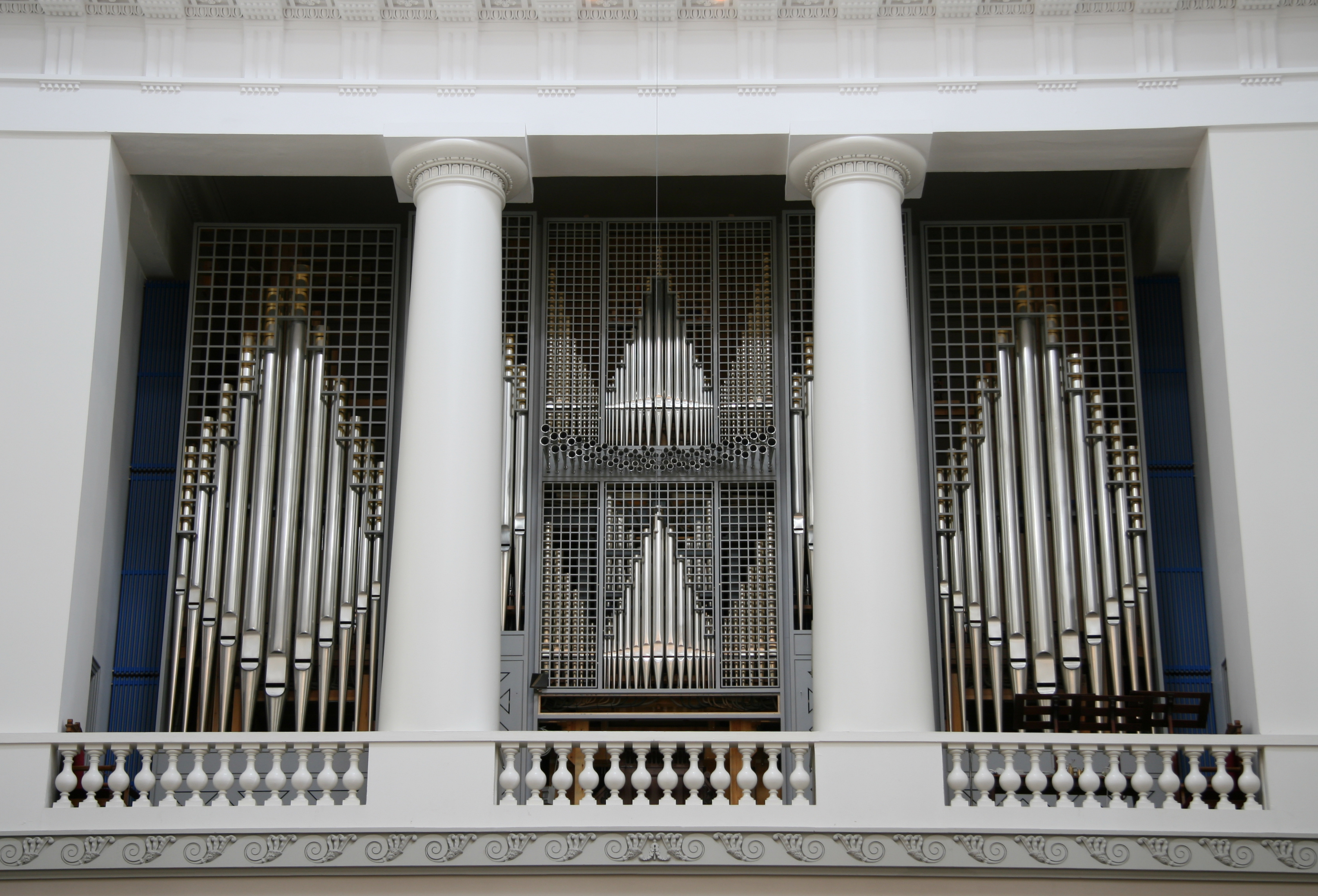
Orgel

- Virtual International Authority File: 243181799